# Prionostemma
Prionostemma es un género de plantas con flores  pertenecientes a la familia Celastraceae. Comprende 33 especies descritas y de estas, solo 6 aceptadas.

## Taxonomía
El género fue descrito por  John Miers y publicado en Transactions of the Linnean Society of London 28: 330, 354–355. 1872. La especie tipo es: Prionostemma asperum (Lam.) Miers.

## Especies aceptadas
A continuación se brinda un listado de las especies del género Prionostemma aceptadas hasta julio de 2011, ordenadas alfabéticamente. Para cada una se indica el nombre binomial seguido del autor, abreviado según las convenciones y usos.
- Prionostemma aspera (Lam.) Miers - castaña purgante de Cuba[3]
- Prionostemma fimbriata (Exell) N.Hallé
- Prionostemma unguiculatum (Loes.) N. Hallé